# Turbinellina nigra
Genre
Synonymes
- Turbinella Millidge, 1991 nec Lamarck, 1799

Espèce
Synonymes
- Turbinella nigra Millidge, 1991

Turbinellina nigra, unique représentant du genre Turbinellina, est une espèce d'araignées aranéomorphes de la famille des Linyphiidae.

## Distribution
Cette espèce se rencontre au Chili dans la région de Magallanes et en Argentine dans la province de Río Negro,.

## Description
Les femelles mesurent de 2,65 à 2,9 mm.

## Publications originales
- Platnick, 1993 : Advances in spider taxonomy 1988-1991, with synonymies and transfers 1940-1980. New York, p. 1-846.
- Millidge, 1991 : Further linyphiid spiders (Araneae) from South America. Bulletin of the American Museum of Natural History, no 205, p. 1-199 (texte intégral).